# Thiago Pereira
Thiago Machado Vilela Pereira (ur. 26 stycznia 1986) – brazylijski pływak, srebrny medalista igrzysk olimpijskich z Londynu.
Specjalizuje się w stylu zmiennym. W 2012 roku Pereira wywalczył srebrny medal podczas igrzysk olimpijskich w Londynie na dystansie 400 m stylem zmiennym. Zawody te były jego trzecimi igrzyskami olimpijskimi, poprzednio brał udział w Atenach i Pekinie, gdzie dochodził do finałów. 
W 2004 roku w trakcie mistrzostw świata na krótkim basenie w Indianapolis Pereira wywalczył cztery medale, w tym złoty na 200 m stylem zmiennym. Brazylijczyk jest wielokrotnym medalistą igrzysk panamerykańskich. Wielokrotnie był mistrzem oraz rekordzistą Ameryki Południowej i kraju.